# Goldener Spatz 1991
Das 7. Geraer Festival „Goldener Spatz“ für den deutschen Kinderfilm in Kino und Fernsehen fand vom 9. Februar bis zum 14. Februar 1991 in Gera statt. Es war die siebte Auflage des Kinderfilmfestivals Goldener Spatz, welches 1979 erstmals ausgerichtet wurde, und das erste Festival nach der Deutschen Wiedervereinigung.

## Beschreibung
Von 159 eingereichten Filmen wurden 45 für den Wettbewerb des Festivals ausgewählt und das Festival mit dem Animationsfilm Die Spur führt zum Silbersee unter der Regie von Günter Rätz eröffnet. Erstmals verlieh die Jury des jungen Publikums die GOLDENEN SPATZEN, die Fachjury vergab in den einzelnen Kategorien Hauptpreise. 252 Fachbesucher erschienen zum Festival, darunter auch drei ausländische Kinderfilmexperten.
Ein besonderer Service der Geraer Verkehrsbetrieb GmbH war, dass jeder Festivalgast, im Besitz eines Teilnehmer- bzw. Presseausweises, in der Zeit vom 7. Februar bis zum 15. Februar 1991 freie Fahrt mit allen öffentlichen Verkehrsmitteln der Stadt genießen konnte.

## Preisträger

### Preise der Jury des jungen Publikums
- Spielfilm/Fernsehspiel/Fernsehserie: Land in Sicht, Regie: Berno Kürten, Produktion: Thilo von Arnim Filmproduktion Berlin
- Dokumentarfilm/Fernsehinformation: Kein Tag wie jeder andere – Die Reise zu den Göttern, Regie: Ingo Hamacher, Gergi Kocabas, Produktion: WDR
- Animation: Die Spur führt zum Silbersee, Regie: Günter Rätz, Produktion: DEFA-Studio für Trickfilme
- Unterhaltung: Mittendrin, Regie: Wolfgang Lünenschloß, Produktion: ZDF

### Preise der Fachjury
- Spielfilm/Fernsehspiel/Fernsehserie: Rückwärtslaufen kann ich auch, Regie: Karl Heinz Lotz, Produktion: DEFA-Studio für Spielfilme
- Dokumentarfilm/Fernsehinformation: Von Straßenkindern und grünen Hühnern, Regie: Detlef Gumm, Hans-Georg Ullrich, Produktion: Känguruh-Film GmbH Berlin
- Animation: Der verkehrte Tag, Regie: Brigitte Zeh, Produktion: Deutscher Fernsehfunk
- Unterhaltung: Die Sendung mit der Maus – Nachkriegsmaus, Regie: Armin Maiwald, Friedrich Stein, Produktion: WDR[2]